# Untereßfeld
Untereßfeld ist ein Gemeindeteil der Stadt Bad Königshofen im Grabfeld im unterfränkischen Landkreis Rhön-Grabfeld in Bayern.

## Geografie
Das Pfarrdorf liegt im unterfränkischen Teil des Grabfelds in der Nähe der Grenze zum Freistaat Thüringen (Heldburger Land). Unweit des Orts vereinigen sich die beiden Quellflüsse zur Fränkischen Saale.

## Geschichte
741 trat Untereßfeld als „Eichesfeld“ erstmals urkundlich in Erscheinung. 823 bestätigte Kaiser Ludwig der Fromme die Schenkung einer Martinskirche in Untereßfeld. Diese Kirche dürfte eine von 14 Martinskirchen gewesen sein, die Bischof Willibrord, der 739 starb, erbauen ließ. Von der Urpfarrei Untereßfeld aus wurde die Seelsorge in 13 Dörfern der Umgebung ausgeübt. 1229 wurde erstmals ein Pfarrer in Untereßfeld urkundlich genannt. 1540 wurde ein Schloss in Untereßfeld erwähnt, das heute verschwunden ist. 1575 errichtete man in der Echterzeit ein neues Schulhaus, 1611 ein neues Pfarrhaus.
1603 kam es wegen eines vom fürstbischöflichen Beamten Königshofens auf Untereßfelder Gemarkung „abgepfandetem Hasen“ zu einem langjährigen Rechtsstreit zwischen dem Würzburger Fürstbischof und den Dorfherren, den Gebrüdern von Ostheim zu Friesenhausen, den schließlich das Reichskammergericht nach Einschaltung des Kaisers schlichten musste. Eine wegen dieser Streitsache angefertigte Karte enthält die ältesten überlieferten Ortsansichten der Dörfer südlich Königshofens. 
1803 wurde Untereßfeld, welches bisher zum  Hochstift Würzburg (Amt Königshofen) gehörte, zugunsten Bayerns säkularisiert. Im Frieden von Preßburg wurde der Ort 1805 Erzherzog Ferdinand von Toskana zur Bildung des Großherzogtums Würzburg überlassen, mit welchem er 1814 endgültig an Bayern fiel. Im Zuge der Verwaltungsreformen in Bayern entstand mit dem Gemeindeedikt von 1818 die Gemeinde Untereßfeld.
1969 entstand an der Straße nach Obereßfeld eine Verbandsschule, die seither Kinder aus zwölf Orten im Umkreis besuchen. Am 1. Januar 1972 wurde Untereßfeld im Zuge der Gebietsreform in Bayern in die Stadt Bad Königshofen im Grabfeld eingegliedert.

## Kultur und Sehenswürdigkeiten

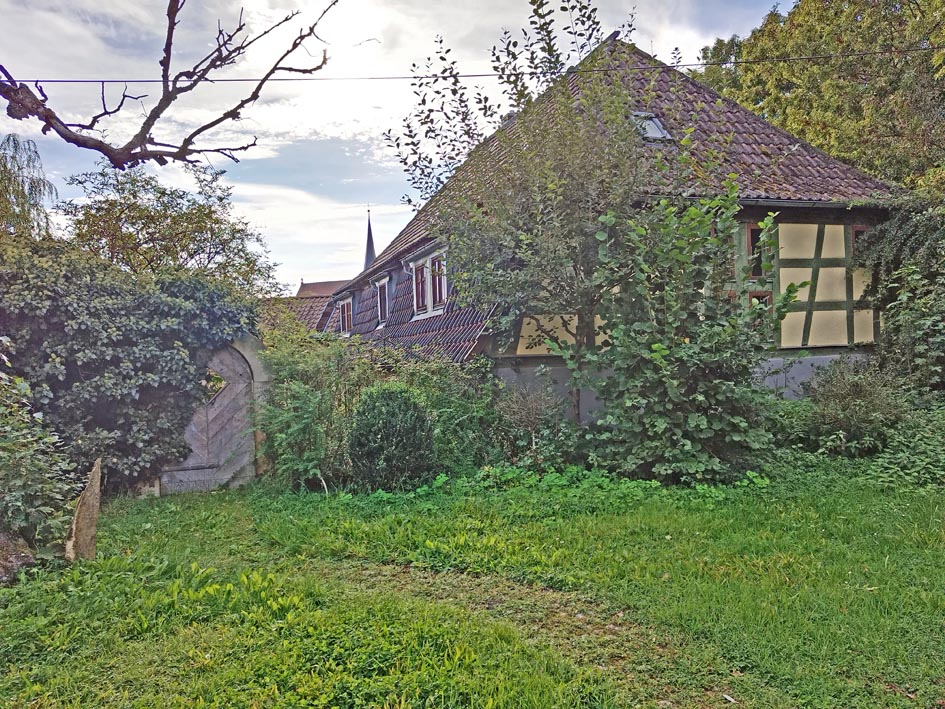
Dorfmühle

### Brauchtum
1991 wurde die 1250-Jahr-Feier mit einem großen historischen Dorffest begangen.
2016 wurde die 1275-Jahr-Feier mit einem historischen Dorffest begangen.

### Baudenkmäler

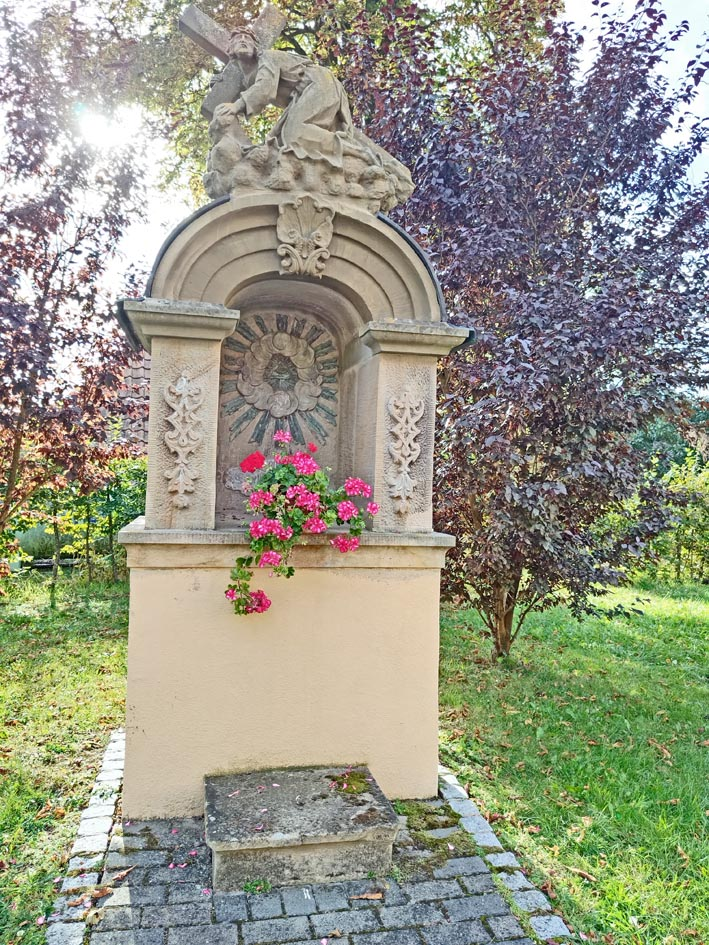

In der Liste der Baudenkmäler in Bad Königshofen im Grabfeld sind für Untereßfeld 37 Baudenkmale aufgeführt.
1618 wurde eines der schönsten Fachwerkhäuser im Grabfeld am ortsbildprägenden Kirchplatz erstellt. Das heute in Besitz von Inge Warmuth befindliche Haus ist insbesondere wegen der ornamentalen Ausgestaltung des Giebelgefüges bemerkenswert. Noch älter ist das Bauernhaus der Familie Zirkelbach am Ortseingang aus Richtung Königshofen als eines der wichtigsten Objekte des Denkmalschutzes in Rhön-Grabfeld.

### Bodendenkmäler
- Liste der Bodendenkmäler in Bad Königshofen im Grabfeld#Gemarkung Untereßfeld